# Víctor Cantillo
Víctor Cantillo (Zona Bananera,15 de octubre de 1993) es un futbolista colombiano. Juega como centrocampista y su equipo actual es el Remo de la Serie B de Brasil.

## Trayectoria

### Junior de Barranquilla
Debutó profesionalmente en el deportivo Pasto, después de hacer grandes campañas con el club volcánico, llegaría en 2017 a Junior y desde el primer momento se convirtió en un jugador fundamental para el equipo. Con el club rojiblanco marcó cuatro goles, consiguió dos Ligas, una Superliga y una Copa Colombia. También fue subcampeón de la Copa Sudamericana 2018.

### Corinthians
El 2 de enero de 2020 se confirmó su traspaso S. C. Corinthians del Campeonato Brasileño de Serie A.El 5 de octubre de 2021 en su segunda temporada con el Timão, anotó su primer gol en la victoria 3-1 sobre Bahía por el Brasileirao.

### Junior de Barranquilla
El 30 de diciembre de 2023 se oficializó su regreso al club Junior.

## Selección nacional
El 16 de marzo de 2018 recibió su primer llamado a la Selección Colombia para los amistosos previos a Rusia 2018 frente a Francia y Australia en Europa. Sería convocado por primera vez a encuentros oficiales en octubre del 2020 para el debut en las Eliminatorias a Catar 2022 frente a Venezuela y Chile, al final no debutaría. El 16 de noviembre de 2021 debutó en el empate de Colombia 0-0 con Paraguay por las Eliminatorias a Catar 2022.

### Participaciones enEliminatorias al Mundial
| Eliminatoria                        | Sede del Mundial | Posición      | Resultado | PJ | GA | Asis |
| ----------------------------------- | ---------------- | ------------- | --------- | -- | -- | ---- |
| Eliminatorias Mundial de Catar 2022 | Catar            | 6°lugar 23pts | Eliminado | 2  | 0  | 0    |

## Estadísticas
| Club                         | Div                 | Temporada           | Liga  | Liga  | Estaduales | Estaduales | Copas Nacionales | Copas Nacionales | Torneos Internacionales | Torneos Internacionales | Total | Total |
| Club                         | Div                 | Temporada           | Part. | Goles | Part.      | Goles      | Part.            | Goles            | Part.                   | Goles                   | Part. | Goles |
| ---------------------------- | ------------------- | ------------------- | ----- | ----- | ---------- | ---------- | ---------------- | ---------------- | ----------------------- | ----------------------- | ----- | ----- |
| Atlético Nacional · Colombia | 1.a                 | 2013                | 5     | 0     | —          | —          | 5                | 0                | —                       | —                       | 10    | 0     |
| Atlético Nacional · Colombia | Total club          | Total club          | 5     | 0     | —          | —          | 5                | 0                | —                       | —                       | 10    | 0     |
| Atlético · Colombia          | 2.a                 | 2014                | 14    | 0     | —          | —          | —                | —                | —                       | —                       | 14    | 0     |
| Atlético · Colombia          | Total club          | Total club          | 14    | 0     | —          | —          | —                | —                | —                       | —                       | 14    | 0     |
| Leones · Colombia            | 2.a                 | 2014                | 20    | 1     | —          | —          | 4                | 0                | —                       | —                       | 24    | 1     |
| Leones · Colombia            | 2.a                 | 2015                | 32    | 0     | —          | —          | 2                | 0                | —                       | —                       | 34    | 0     |
| Leones · Colombia            | 2.a                 | 2016                | 35    | 0     | —          | —          | 5                | 0                | —                       | —                       | 40    | 0     |
| Leones · Colombia            | Total club          | Total club          | 87    | 1     | —          | —          | 11               | 0                | —                       | —                       | 98    | 1     |
| Deportivo Pasto · Colombia   | 1.a                 | 2017                | 22    | 0     | —          | —          | 1                | 0                | —                       | —                       | 23    | 0     |
| Deportivo Pasto · Colombia   | Total club          | Total club          | 22    | 0     | —          | —          | 1                | 0                | —                       | —                       | 23    | 0     |
| Junior · Colombia            | 1.a                 | 2017                | 12    | 0     | —          | —          | 7                | 0                | 6                       | 0                       | 25    | 0     |
| Junior · Colombia            | 1.a                 | 2018                | 24    | 1     | —          | —          | 2                | 0                | 18                      | 0                       | 44    | 1     |
| Junior · Colombia            | 1.a                 | 2019                | 49    | 3     | —          | —          | 5                | 0                | 6                       | 0                       | 60    | 3     |
| Junior · Colombia            | 1.a                 | 2024                | 40    | 0     | —          | —          | 3                | 0                | 8                       | 0                       | 51    | 0     |
| Junior · Colombia            | Total club          | Total club          | 125   | 4     | —          | —          | 17               | 0                | 38                      | 0                       | 180   | 4     |
| Corinthians · Brasil         | 1.a                 | 2020                | 25    | 0     | 10         | 0          | 2                | 0                | 2                       | 0                       | 39    | 0     |
| Corinthians · Brasil         | 1.a                 | 2021                | 21    | 2     | 6          | 0          | 1                | 0                | 3                       | 0                       | 31    | 2     |
| Corinthians · Brasil         | 1.a                 | 2022                | 19    | 0     | 7          | 0          | 4                | 0                | 4                       | 0                       | 34    | 0     |
| Corinthians · Brasil         | 1.a                 | 2023                | 6     | 0     | 4          | 0          | —                | —                | 2                       | 0                       | 12    | 0     |
| Corinthians · Brasil         | Total club          | Total club          | 71    | 2     | 27         | 0          | 7                | 0                | 11                      | 0                       | 116   | 2     |
| Total en su carrera          | Total en su carrera | Total en su carrera | 324   | 7     | 27         | 0          | 41               | 0                | 49                      | 0                       | 441   | 7     |

## Palmarés

### Torneos nacionales
| Título                | Equipo            | País     | Año  |
| --------------------- | ----------------- | -------- | ---- |
| Torneo Apertura       | Atlético Nacional | Colombia | 2013 |
| Copa Colombia         | Atlético Nacional | Colombia | 2013 |
| Torneo Finalización   | Atlético Nacional | Colombia | 2013 |
| Copa Colombia         | Junior            | Colombia | 2017 |
| Torneo Finalización   | Junior            | Colombia | 2018 |
| Superliga de Colombia | Junior            | Colombia | 2019 |
| Torneo Apertura       | Junior            | Colombia | 2019 |

### Distinciones individuales
| Distinción                                  | País     | Año  |
| ------------------------------------------- | -------- | ---- |
| Once ideal Apertura - Periódico "El Tiempo" | Colombia | 2017 |
| Once ideal del año - Acolfutpro             | Colombia | 2017 |
| Once ideal de la DIMAYOR                    | Colombia | 2018 |
| Once ideal del año - Acolfutpro             | Colombia | 2018 |
| Once ideal del Torneo Apertura              | Colombia | 2019 |
| Once ideal del Torneo Finalización          | Colombia | 2019 |
| Once ideal del año - Acolfutpro             | Colombia | 2019 |